# U-3 (1935)
U-3 — малая U-boat типа IIA, времён Второй мировой войны. Заказ на постройку был отдан 2 февраля 1935 года. Подлодка была заложена на верфи судостроительной компании Deutsche Werke, Киль 11 февраля 1935 года под заводским номером 238. Спущена на воду 19 июля 1935 года. 6 августа 1935 года принята на вооружение и под командованием обер-лейтенанта Ханса Меккеля вошла в состав Unterseebootsschulflottille.

## История службы
Совершила пять боевых походов, в которых потопила два судна, суммарным тоннажем 2 348 брт. Остальное время использовалась как учебная подлодка. 1 июля 1944 года переведена в 21 учебную флотилию. Выведена из состава флота 1 августа 1944 года в Готенхафене. Разделана на металл в 1945 году.

### Эмблема

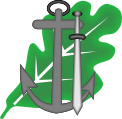
Одна из эмблем U-3

U-3 известна как подлодка, имевшая три эмблемы. Одна из них представляла собой дубовый лист с якорем и ножом или кинжалом. Эту эмблему также носили U-29, U-120, U-747, U-1274 и U-1308. Некоторое время эмблемой U-3 являлись олимпийские кольца — этот символ был распространён среди подводников выпуска 1936 года, когда проходили Летние Олимпийские игры в Берлине. Третьей эмблемой лодки были два сердца, пронзённые торпедой.

### Первый и второй походы
Оба похода были ничем не примечательны. Оба начинались и заканчивались в Вильгельмсхафене, имея задачей патрулирование прибрежных вод.
- Первый: 4 сентября 1939 года по 8 сентября 1939 года в районе побережья Германии.[3]
- Второй: 13 сентября 1939 года по 24 сентября 1939 года в районе побережья восточной Англии.[4]

### Третий поход
27 сентября 1939 года U-3 вышла из Вильгельмсхафена в направлении южных берегов Норвегии с приказом контролировать поток контрабанды, провозимой нейтральными судами.
В 10:17 30 сентября 1939 года U-3, примерно в 35 морских милях (65 км) к северо-западу от Ханстхольма, всплыла возле нейтрального (датского) судна Vendia под командованием П.Лунда, следовавшего без эскорта, и сигнальными флагами приказала остановиться. Вахтенные с Vendia поначалу имели серьёзные трудности с распознаванием U-boat, так как она шла в солнечной дорожке параллельным курсом за кормой, и не смогли прочесть флажный сигнал. Однако, после нескольких предупредительных выстрелов из пулемёта, в 10:40 судно остановило машины. Дальнейшие события до сих пор являются предметом споров. По словам Шепке, судно медленно останавливалось, и больше ничего не происходило, как вдруг в 11:24 Vendia снова пришла в движение, недвусмысленно разворачиваясь для тарана U-3. Шепке поспешно выстрелил плохо нацеленной торпедой, которая попала в заднюю часть судна и оторвала корму, моментально затонувшую. Остававшаяся на плаву часть затонула после взрыва в 12:05. Шестеро выживших, включая капитана, были подняты немцами на борт через 45 минут и вскоре высажены на датский грузовой пароход Svava для возвращения на родину.
Датский морской суд позже расследовал претензию немецких военно-морских чинов о том, что датское судно пыталось протаранить U-boat во время досмотра, соответствовавшего правилам ведения морской войны. Капитан и остальные выжившие отрицали намерение таранить U-boat в связи с отсутствием причин вести какие-либо агрессивные действия против неё. Капитан утверждал, что приказал рулевому держать Vendia на курсе до тех пор, пока она не остановится, однако из-за волнения и ветра нос начало сносить на юг, до тех пор, пока судно не оказалось развёрнуто в направлении примерно между юго-западом и западом-юго-западом, в то время как нос подлодки был направлен на его левую раковину с расстояния около 150 м. Тогда капитан спросил по-немецки, должен ли он спустить шлюпку, но не получил ответа вплоть до внезапного попадания торпеды. Рулевому никаких команд не отдавалось и машинный телеграф не использовался. Кроме того, капитан подписал бумагу с названием и тоннажем его судна, однако эта бумага позднее была представлена как доказательство с текстом на немецком, гласившим, что он пытался таранить U-boat. Датский МИД направил официальную ноту протеста в немецкое консульство в 1939 году.
В 21:08 30 сентября 1939 года, примерно в 30 морских милях (56 км) к северо-западу от Ханстхольма, U-3 остановила ещё одно нейтральное судно — шведский грузовой пароход Gun. Капитан перешёл на подлодку с бумагами, которые подтвердили, что судно перевозит контрабанду. Пока немцы допрашивали капитана, судно внезапно пришло в движение и развернулось на U-boat. Уже наученная неприятным опытом с Vendia, U-3 уклонилась и отправила на судно абордажную команду из 4 человек, высадившуюся ориентировочно в 22:00. Вскоре U-3 была вынуждена погрузиться, заметив приближение судна, оказавшегося британской субмариной HMS Thistle (N24). В 22:56 U-3 выпустила по противнику торпеду G7a, которая прошла мимо. Не заметив этой атаки, субмарина погрузилась и прошла под кормой стоящего парохода. Британцы не знали, что на его борту находится абордажная команда и готовит его к затоплению. Через час субмарина всплыла и покинула район, встретив спасательную шлюпку со шведской командой. Британцы велели команде вернуться на судно, так как оно осталось на плаву. Тем временем, на Gun были открыты кингстоны и заложены подрывные заряды. Абордажная команда покинула судно на другой спасательной шлюпке, которая вскоре была подобрана датским грузовым пароходом Dagmar вместе со шведскими моряками. В 05:30 U-3 остановила этот пароход и забрала членов своего экипажа, а затем вернулась к дрейфующему Gun и потопила его торпедой в 9:10.
3 октября 1939 года U-3 пришла в Киль, закончив свой единственный результативный поход.

### Четвёртый и пятый походы
С 16 марта по 29 марта 1940 года U-3 вновь участвовала в боевом походе, выйдя из Киля и вернувшись по окончании в Вильгельмсхафен. Имела целью охоту на субмарины противника, но смогла обнаружить только свои собственные U-boat.
12 апреля 1940 года U-3 вышла из Вильгельмсхафена для поддержки сил вторжения в операции «Везерюбунг» (вторжение в Норвегию). Совместно с U-2, U-5 и U-6 составила Восьмую Группу. После выхода субмарина ненадолго вернулась в порт для ремонта перископа и 13 апреля 1940 года вновь отправилась в море.
16 апреля 1940 года британская субмарина HMS Porpoise (N14) выпустила 6 торпед по U-3 в 10 милях юго-восточнее Эгерсунн. Торпеды в цель не попали, хотя британцы услышали взрыв: это взорвалась на исходе пробега выпущенная по ним немецкая торпеда G7a, также прошедшая мимо. Долгое время считалось, что в ходе этой атаки британцами была потоплена U-1.
16 апреля 1940 года U-boat успешно вернулась в Вильгельмсхафен.

### Судьба
U-3 была исключена из состава флота 1 августа 1944 года в Готенхафене. 19 мая 1945 года была захвачена Великобританией и в том же году разделана на металл.

## Командиры
- 6 августа 1935 года — 29 сентября 1937 года — обер-лейтенант цур зее Ханс Меккель (нем. Oberleutnant zur See Hans Meckel)
- 30 сентября 1937 года — июль 1938 года — обер-лейтенант цур зее Эрнст-Гюнтер Хайникке (нем. Oberleutnant zur See Ernst-Günter Heinicke)
- 29 октября 1938 года — 2 января 1940 года — обер-лейтенант цур зее Йоахим Шепке (нем. Oberleutnant zur See Joachim Schepke) (Кавалер Рыцарского Железного креста)
- 3 января 1940 года — 28 июля 1940 года — капитан-лейтенант Герд Шрайбер (нем. Kapitänleutnant Gerd Schreiber)
- 29 июля 1940 года — 10 ноября 1940 года — капитан-лейтенант Гельмут Францке (нем. Kapitänleutnant Helmut Franzke)
- 11 ноября 1940 года — 2 июля 1941 года — капитан-лейтенант Отто фон Бюлов (нем. Kapitänleutnant Otto von Bülow) (Кавалер Рыцарского Железного креста)
- 3 июля 1941 года — 2 марта 1942 года — обер-лейтенант цур зее Ганс-Хартвиг Тройер (нем. Oberleutnant zur See Hans-Hartwig Trojer) (Кавалер Рыцарского Железного креста)
- 3 марта 1942 года — 30 сентября 1942 года — обер-лейтенант цур зее Йоахим Цандер (нем. Oberleutnant zur See Joachim Zander)
- 1 октября 1942 года — 18 мая 1943 года — лейтенант цур зее (с 1 апреля 1943 года обер-лейтенант цур зее) Герберт Цолле (нем. Oberleutnant zur See Herbert Zoller)
- 19 мая 1943 года — 9 июня 1944 года — лейтенант цур зее (с 1 февраля 1944 года обер-лейтенант цур зее) Эрнст Хартманн (нем. Oberleutnant zur See Ernst Hartmann)
- 10 июня 1944 года — 16 июля 1944 года — лейтенант цур зее Херманн Ноймайстер (нем. Leutnant zur See Hermann Neumeister)

## Флотилии
- 1 августа 1935 года — 31 августа 1939 года — Unterseebootsschulflottille (учебная)
- 1 сентября 1939 года — 30 сентября 1940 года — Unterseebootsschulflottille (боевая служба)
- 1 октября 1940 года — 1 февраля 1940 года — Unterseebootsschulflottille (учебная)
- 1 марта 1940 года — 1 апреля 1940 года — Unterseebootsschulflottille (боевая служба)
- 1 мая 1940 года — 30 июня 1940 года — Unterseebootsschulflottille (учебная)
- 1 июля 1940 года — 31 июля 1944 года — 21-й флотилии (учебная)

## Потопленные суда
| Название | Тип            | Принадлежность | Дата                  | Тоннаж (брт) | Груз                                               | Судьба   | Место                     |
| -------- | -------------- | -------------- | --------------------- | ------------ | -------------------------------------------------- | -------- | ------------------------- |
| Vendia   | грузовое судно | Дания          | 30 сентября 1939 года | 1 150        | в балласте                                         | потоплен | 57°39′ с. ш. 07°48′ в. д. |
| Gun      | грузовое судно | Швеция         | 30 сентября 1939 года | 1 198        | генеральный груз, включая 56 тонн военной амуниции | потоплен | 57°27′ с. ш. 07°55′ в. д. |